# Ovini Uera
Ovini Uera, (* 18. ledna 1988) je nauruský zápasník–judista. Na mezinárodní scéně se objevuje od roku 2015. V roce 2016 dosáhl na oceánskou kontinentální kvótu pro účast na olympijských hrách v Riu. V úvodním kole se prezentoval dobrým výkonem proti Renicku Jamesovi z Belize, kterého poslal dvakrát na wazari technikou soto-makikomi. V dalším kole již nestačil na favorizovaného Gruzínce Varlama Lipartelijaniho.